# 16 Wschodni Batalion Zapasowy
16 Wschodni Batalion Zapasowy (niem. Ost-Ersatz-Bataillon 16, ros. 16-й восточный запасной батальон) – oddział wojskowy Wehrmachtu złożony z Rosjan podczas II wojny światowej.
Batalion został sformowany wiosną 1943 r. Był podporządkowany niemieckiej 16 Armii Grupy Armii "Północ". Składał się z trzech kompanii. Pierwsza kompania składała się z żołnierzy pochodzących z Azji Środkowej. Druga kompania miała charakter szturmowy. Zadaniem batalionu było szkolenie wojskowe rekrutów pochodzących z b. jeńców wojennych z Armii Czerwonej i ochotników spośród miejscowej ludności, którzy następnie byli kierowani do różnych Batalionów Wschodnich. Oddział na pocz. października 1943 r. został rozbrojony i rozwiązany.